# Starz (电视频道)
Starz有线台（曾经使用一名，但从2005年开始使用，也称：Starz电视网、Starz电视台）是美国有线付费电视频道，主要播出电影并会伴随着播放一些原创节目。